# Margaux Bouzinac
Pour les articles homonymes, voir Bouzinac.
Margaux Bouzinac est une joueuse française de volley-ball née le 4 septembre 1996 à Narbonne. Elle joue au poste de passeuse.
Lors de la saison 2017-2018, elle joue dans l'équipe de Terville Florange Olympique Club.

## Palmarès

### Clubs
Coupe de France:
- 2016[1]

Championnat de France:
- 2016
- Supercoupe de France :
  - Finaliste : 2023.